# Escuela de Ciencias de la Comunicación de la Universidad de San Carlos de Guatemala
La Escuela de Ciencias de la Comunicación de la Universidad de San Carlos de Guatemala es la más importante academia de comunicadores en Guatemala, fue fundada el 26 de noviembre de 1975. Su actual director es el periodista César Paiz.

## Historia

### Antecedentes
El inicio de los estudios de comunicación en Guatemala, se remontan a 1952 con la fundación de la Escuela Centroamericana de Periodismo, la cual tenía apoyo del Consejo Superior Universitario de la Universidad de San Carlos de Guatemala, pero esta se mantenía vinculada a la Facultad de Humanidades, no siendo una unidad académica independiente.
La Escuela Centroamericana de Periodismo (ECAP) inicio sus operaciones en agosto de 1952 vinculada a la Facultad de Humanidades, la ECAP era la única institución autorizada para conceder el título de Periodista Profesional en Centroamérica, las carreras que se impartían eran la de Periodismo Profesional a nivel técnico con una duración de tres años, y la de Licenciado en Periodismo con una duración de cinco años. Mientras funcionó la ECAP fue pionera en la pedagogía universitaria a nivel Centroamericano..

### Fundación
El 9 de mayo de 1975 la Escuela de Periodismo Centroamericano sale del edificio de la Facultad de Humanidades con el apoyo del Consejo Superior Universitario, y se traslada al de Bienestar Estudiantil con el nombre de Escuela de Ciencias de la Comunicación aunque sigue adscrita a la facultad de Humanidades. En 1984 se empezaron a impartir las carreras a nivel técnico de, Periodismo Profesional, Locución Profesional y Publicidad Profesional, así mismo la carrera a nivel Licenciatura en Ciencias de la Comunicación.

## Sede

### Campus Central
La Escuela funciona dentro de la Ciudad Universitaria de la Universidad de San Carlos de Guatemala, zona 12 de la Ciudad de Guatemala.
M-2
En este edificio funciona principalmente para tareas administrativas:
- Control Académico.
- Auditorio.
- Lagencia (Agencia de Publicidad de la Escuela).
- Coordinación del PAD (Plan Sabatino).
- Tesorería.
- Aulas Puras.

Bienestar Estudiantil
En este edificio funcionan:
- Aulas "Puras".
- Estudio de Televisión.
- Estudio de Radio.
- Biblioteca y Hemeroteca.
- Laboratorio de Diseño.
- Laboratorio de Fotografía.
- Departamento de Reproducción.

## Programa de Estudios
Desde 1952 el programa de estudio de la Escuela de Ciencias de la Comunicación de la Universidad de San Carlos de Guatemala ofrece la carrera de periodismo. Para 1984 el Consejo Superior Universitario incluyó tres carreras más.

### Carreras Técnicas[4]
- Locución.
- Periodismo.
- Publicidad.

### Licenciatura
- Licenciatura en Ciencias de la Comunicación.

### Postgrado
- Maestría en Comunicación Organizacional.
- Maestría en Comunicación Estrategia y Opinión pública.
- Maestría en Comunicación Virtual.
- Doctorado en Comunicación estratégica y Social.